# Wendy Nelson
Wendy Alison Nelson (coneguda com W.A. Nelson en botànica) és una científica neozelandesa i experta en vida marina. Va néixer al 1954 a Dunedin, Nova Zelanda.

## Vida professional
La passió de Wendy Nelson per la vida marina la va portar al Museu Nacional de Nova Zelanda als anys setanta per estudiar amb la seva mentora Nancy Adams. Nelson va ser nomenada comissària de botànica quan Adams es va retirar el 1987.
Al 2002 es va anar a treballar a NIWA, on és líder del programa al Centre Nacional de Costes i Oceans en Recursos Biològics Marins; aquí va documentar les col·leccions d'algues Te Papa i va afegir prop de 8.000 exemplars nous, recollits de tota la costa de Nova Zelanda. Ara és una de les principals autoritats d'aquest país en matèria d'algues.
Nelson està treballant en CARIM, un projecte d'investigació significatiu finançat pel Ministeri d'Ocupació i Innovació Empresarials. El projecte està generant nou coneixement sobre l'acidificació de l'oceà, per realçar la protecció i administració dels ecosistemes costaners de Nova Zelanda.
També està especialitzada en fitologia marina, particularment en la biosistemàtica de les macroalgues de Nova Zelanda, amb investigacions sobre florística, evolució i filogènia, així com estudis d'ecologia i història de la vida. Recentment ha treballat en la sistemàtica i la biologia de les algues vermelles, incloent coral·lines, distribució i diversitat d'algues als ports i hàbitats de sediments tous, i algues del mar de Ross i de les illes Balleny. Wendy dirigeix l'equip d'investigació biosistemàtica de NIWA.
Nelson és membre de la Joint Graduate School in Coastal and Marine Science, empleada tant per NIWA com per la Universitat d'Auckland. A NIWA és la líder del programa al Centre Nacional de Costes i Oceans en Recursos Biològics Marins. També dirigeix el grup de recerca en biodiversitat marina i biosistemàtica. La seva investigació en fitologia marina inclou treballs sobre sistemàtica, biogeografia, ecologia i històries vitals, amb un enfocament principal en el descobriment i documentació de la flora de Nova Zelanda.
És actualment una Professora de Biologia a la Universitat d'Auckland i Científica Principal de Biologia Marina a NIWA.

## Descobriments
Van dur a terme un projecte de recerca i, en aquest procés, van descobrir l'aparició del gènere Umbraulva a Nova Zelanda i van redescobrir el gènere Gemina.
El 1999, Nelson i els seus companys de Wellington, Glenys Knight i Ruth Falshaw, van anomenar Curdiea balthazar, una altra alga vermella de les Illes Tres Reis. El nom de l'espècie ‘balthazar' es va escollir “tant per la ubicació geogràfica d'aquesta espècie com per les cèl·lules medul·lars que porten inclusions de cèl·lules daurades” fent referència, doncs, als regals d'or, encens i mirra que porten els tres mags.
Al 2002, Louise Phillips i Wendy Nelson van anomenar l'alga vermella endèmica dels Tres Reis Adamsiella melchiori,. “Aquest gènere rep el seu nom en honor de Nancy M. Adams, que ha fet contribucions significatives al coneixement de les algues marines de Nova Zelanda i que ha guiat i inspirat generosament els dos autors¨. El nom de l'espècie feia referència a Melcior. Nelson es veu honrada pel nom de Skeletonella nelsoniae. Alan Millar i Oliver de Clerk van dir que aquest epitet honorava a Nelson, que ha dedicat la seva carrera a l'estudi de les macroalgues marines a Nova Zelanda. 

## Premis
Nelson va ser nomenada membre de l'Orde del Mèrit de Nova Zelanda pels serveis al medi marí. Aquest merescut premi marca molts anys de distingida investigació d'algues, així com la seva apassionada defensa del medi marí, especialment a través de la seva pertinença a l'Autoritat de Conservació de Nova Zelanda, on ha estat vuit anys. Durant les seves tres dècades d'investigació, ha establert un notable historial de publicacions, especialment sobre biosistemàtica i taxonomia d'algues. Les seves publicacions reflecteixen els seus forts vincles amb investigadors d'altres institucions, tant a Nova Zelanda com a l'estranger.
El 2008, Nelson va estar nomenada una Membre de l'Ordre de Nova Zelanda de Mèrit per serveis a l'entorn marí.
En 2016, Nelson va guanyar la Medalla Hutton de la Royal Society of New Zealand, que s'atorga per la feina excel·lent realitzat per un investigador a Nova Zelanda en les ciències de la Terra, les plantes i els animals. La Royal Society va comentar: "Ha expandit significativament el coneixement d'algues marines de Nova Zelanda i les relacions evolutives entre algues a tot el món. També ha lluitat contra els pesticides d'algues i ha avançat el conociemiento de la importància ecològica de les algues marines i seva vulnerabilitat al canvi climàtic".

## Treballs
Fins ara, Nelson només ha fet un treball; Algues de Nova Zelanda: Una Guia d'Identificació. Wellington: Te Papa Premsa, 2013.